# Aceyalone
Aceyalone, né Edwin M. Hayes, Jr., est un rappeur américain. Représentant du rap West Coast undergound, il est reconnu pour sa contribution dans les groupes Freestyle Fellowship, Haiku D'Etat, ainsi que ses nombreux projets en solo.

## Biographie

### Project Blowed et Freestyle Fellowship
Aceyalone émerge grâce à la légendaire Project Blowed, considérée comme l'une des anciennes salles hip-hop à micro ouvert. Il se lance dans la rap à son arrivée dans le groupe Freestyle Fellowship, qui se compose de lui et des membres Myka 9, et Self Jupiter, puis P.E.A.C.E.. Le Fellowship est cité comme inspiration par Busta Rhymes et Bone Thugs-n-Harmony.

### Projets solo
Après la publication des albums To Whom It May Concern... et Innercity Griots de Freestyle Fellowship, et de la compilation de Project Blowed en 1994, Aceyalone signe comme musicien solo au label Capitol Records après la rupture de Fellowship avec le label Island.
Aceyalone publie son tout premier album solo, All Balls Don't Bounce, en 1995. Il revient plus tard avec un deuxième album, A Book of Human Language, un album collaboratif et album-concept sombre aux côtés du producteur Mumbles,.
Son troisième album solo, Accepted Eclectic, est publié en 2001, en featuring avec Abstract Rude et produit par Evidence,,. Il publie Hip Hop and the World We Live In en 2002, une compilation de titres enregistrés entre 2000 et 2002 avec Elusive et Living Legends. L'album suivant d'Aceyalone est pubblié un an plus tard et s'intitule Love and Hate,,. L'album est produit par Def Jux, RJD2, et El-P, et fait participer Goapele. Le titre Find Out est inclus dans la bande-originale de You Got Served. En 2006, Aceyalone publie Magnificent City, un album collaboratif avec le producteur RJD2,, suivi par la mixtape Grand Imperial.
Aceyalone collabore fréquemment avec le producteur Bionik comme sur l'album Lightning Strikes publié en 2007, et Aceyalone and the Lonely Ones publié en 2009. Les albums explorent différents genres – dancehall et doo-wop respectivement – un but que s'est fixé Aceyalone afin d'« explorer le monde musical à travers le hip-hop ». L'effet Wall of Sound de Phil Spector a inspiré l'album Aceyalone and The Lonely Ones. Leanin' on Slick, publié en 2013 au label Decon Records, reprend le flow rétro de ses précédents opus, cette fois inspiré par le R&B des années 1960,.

## Discographie
- 1995 : All Balls Don't Bounce
- 1998 : A Book of Human Language
- 2001 : Accepted Eclectic
- 2002 : Hip Hop and the World We Live In
- 2006 : Magnificent City avec RJD2
- 2008 : The Lonely Ones
- 2013 : Leanin' On Slick